# Souroubea
Die Souroubea sind eine Pflanzengattung aus der Familie der Marcgraviaceae mit neunzehn Arten.

## Beschreibung
Souroubea sind kletternde Sträucher oder Lianen, die häufig epiphytisch wachsen. Die Blätter sind kurzgestielt. Die Blütenstände bilden lockere oder dichte Trauben aus 15 bis 60 (selten bis zu 100) Blüten. Die Blüten sind klein, kurzgestielt. Die Nektarien sind ungestielt bis fast ungestielt, liegen an der oberen Hälfte des Blütenstiels an, meist direkt unter dem Kelch, sind hohl, spornartig und ohrartig gelappt.
Die Blüten sind fünfzählig (selten drei- bis sechszählig). Die Kronblätter sind unverwachsen oder bis über zwei Drittel ihrer Länge verwachsen. Es gibt drei oder fünf Staubblätter, deren Staubfäden unverwachsen oder mit dem Ansatz der Krone verwachsen sind. Die Narbe ist strahlenförmig drei- bis fünfgelappt. Die Fruchtknoten sind drei- bis fünfkammerig, dann jeweils fünfeckartig angeordnet. Die Pflanzen produzieren nur wenig Samen.

## Verbreitung
Die Gattung ist neuweltlich. Ihr Verbreitungsgebiet reicht von Mexiko bis nach Bolivien. Sie fehlt aber auf den Westindischen Inseln außer in Trinidad.

## Systematik
Die Gattung enthält neunzehn Arten, darunter:
- Souroubea bicolor (Benth.) de Roon: Panama bis Ecuador.[1]
- Souroubea corallina Delp.: Kolumbien bis westliches Bolivien und nördliches Brasilien.[1]
- Souroubea gilgii V.A.Richt.: Guatemala bis Panama.[1]
- Souroubea guianensis Aubl.: Kolumbien und Ecuador bis Trinidad und nordöstliches Brasilien.[1]
- Souroubea loczyi (V.A.Richt.) de Roon: Südliches Mexiko bis Panama.[1]
- Souroubea sympetala Gilg: Guatemala bis Peru und Venezuela.[1]